# Ihlenbek
Der Ihlenbek (auch Ihlbek) ist ein rechtes Nebengewässer der Stör im Kreis Steinburg.

## Verlauf
Der Ihlenbek entspringt in Hohenlockstedt an der Grenze zur Gemeinde Lohbarbek. Von dort fließt er in südsüdwestliche Richtung zwischen Lohbarbek und Mühlenbarbek (die noch bis ins 16. Jahrhundert das gemeinsame Dorf Berbeke bildeten), deren Grenze er streckenweise bildet, Richtung Störmarsch. In die Stör mündet er über das Schöpfwerk Lohbarbek.

## Teich
Ungefähr auf der Hälfte der Länge des Baches wird er an der Kreisstraße 45 gestaut und bildet einen kleinen Teich, den Ihl(en)beksteich.

## Name
Nach Laur könnte es sich beim Ihlenbek um den ursprünglich namengebenden Bach Berbeke (Beke ist die älteste bekannte Schreibweise von nd. Bek für Bach) handeln.
Ihlenbek ist auch der Name der entlang der Mühlenbarbeker Au durch Mühlenbarbek führenden Straße. Ilenbeck (Beck war in früheren Jahrhunderten eine Schreibweise von Bek) ist der Name eines fiktiven Ortes in dem Roman Maren des aus Mühlenbarbek stammenden Johann Hinrich Fehrs.
Auf der DGK5 ist der Unterlauf des Ihlenbek sowie fälschlicherweise ein in diesen mündender Graben als Ihlbek beschriftet.

## Bilder

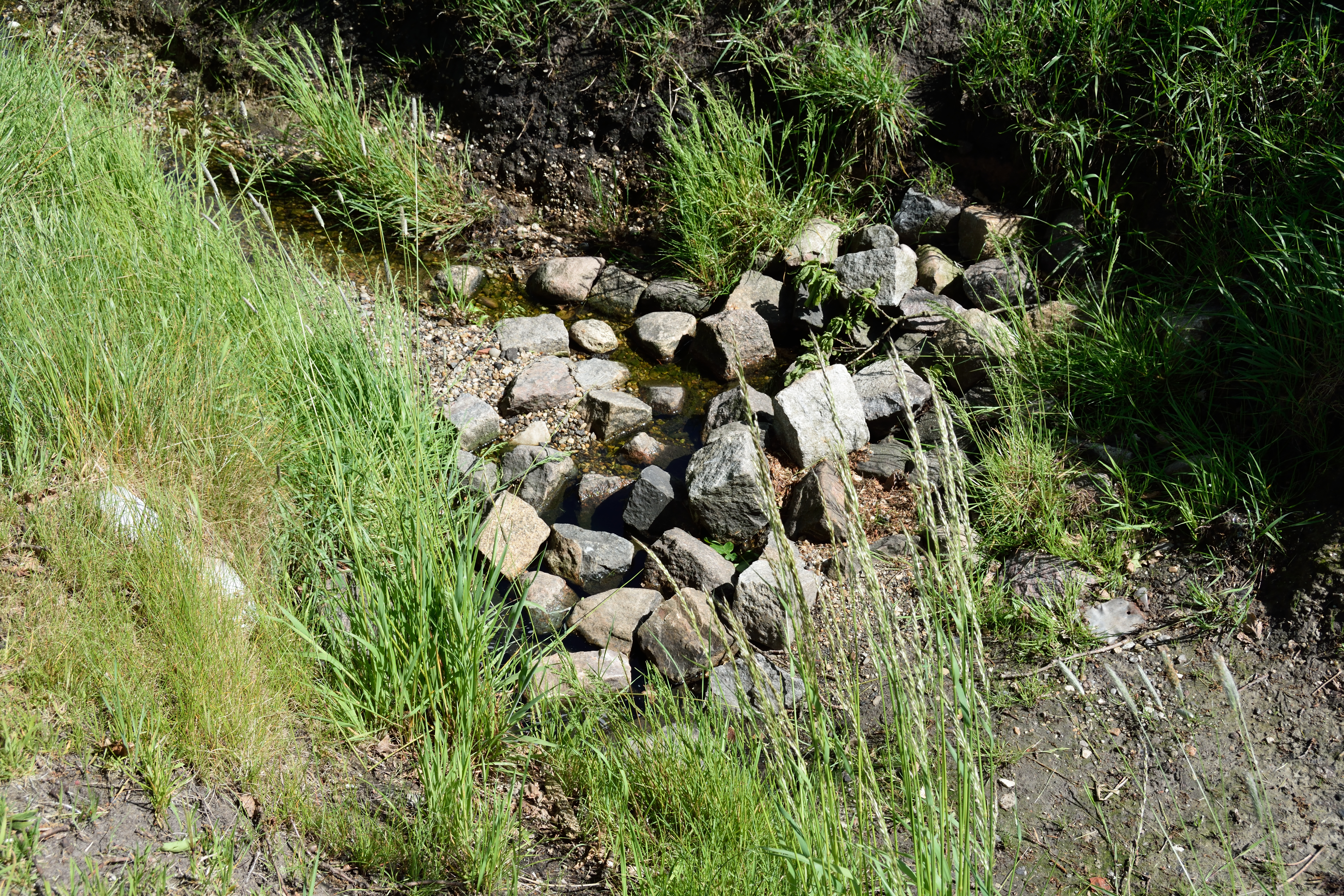
Die Quelle in Hohenlockstedt
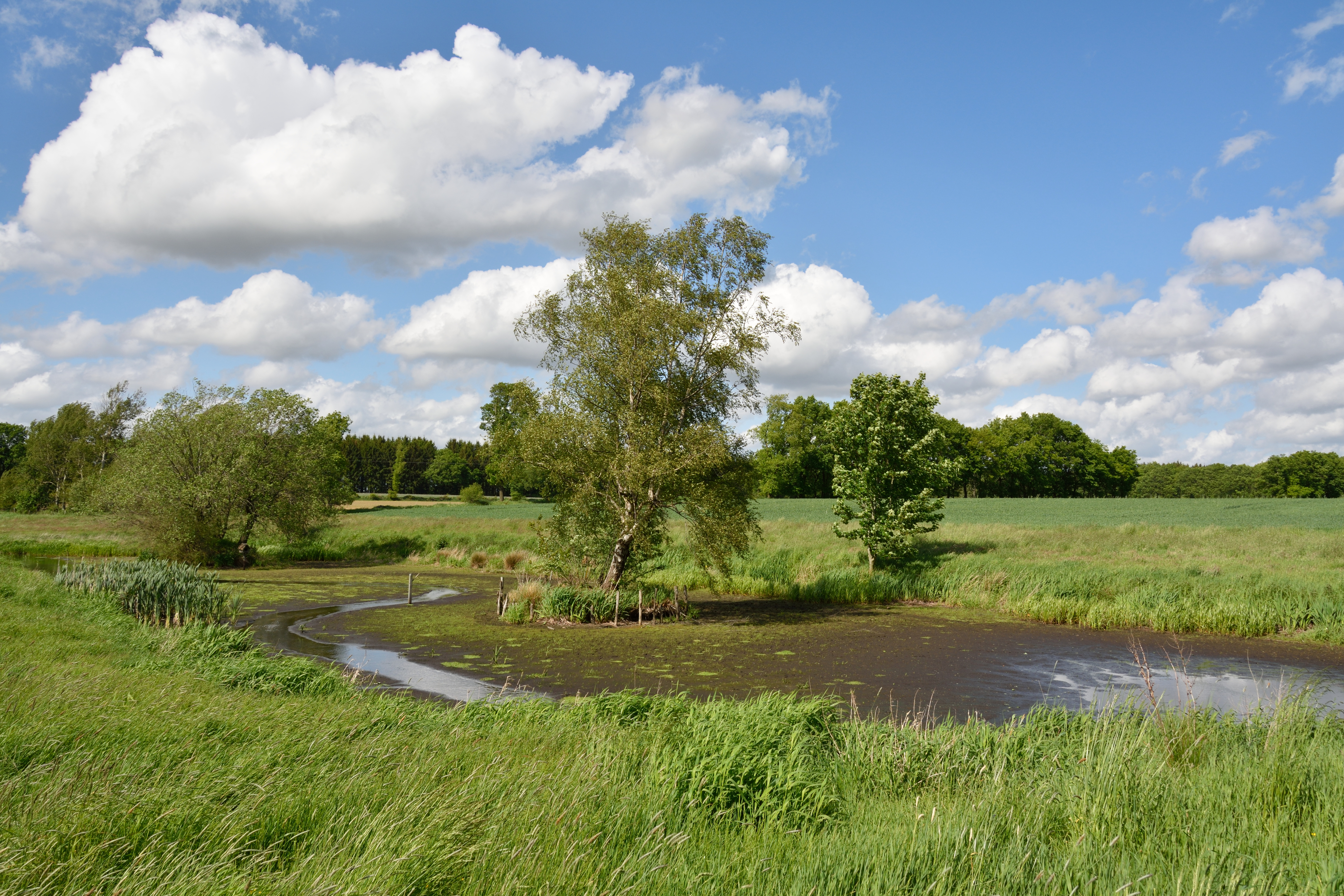
Der Teich an der Kreisstraße 45
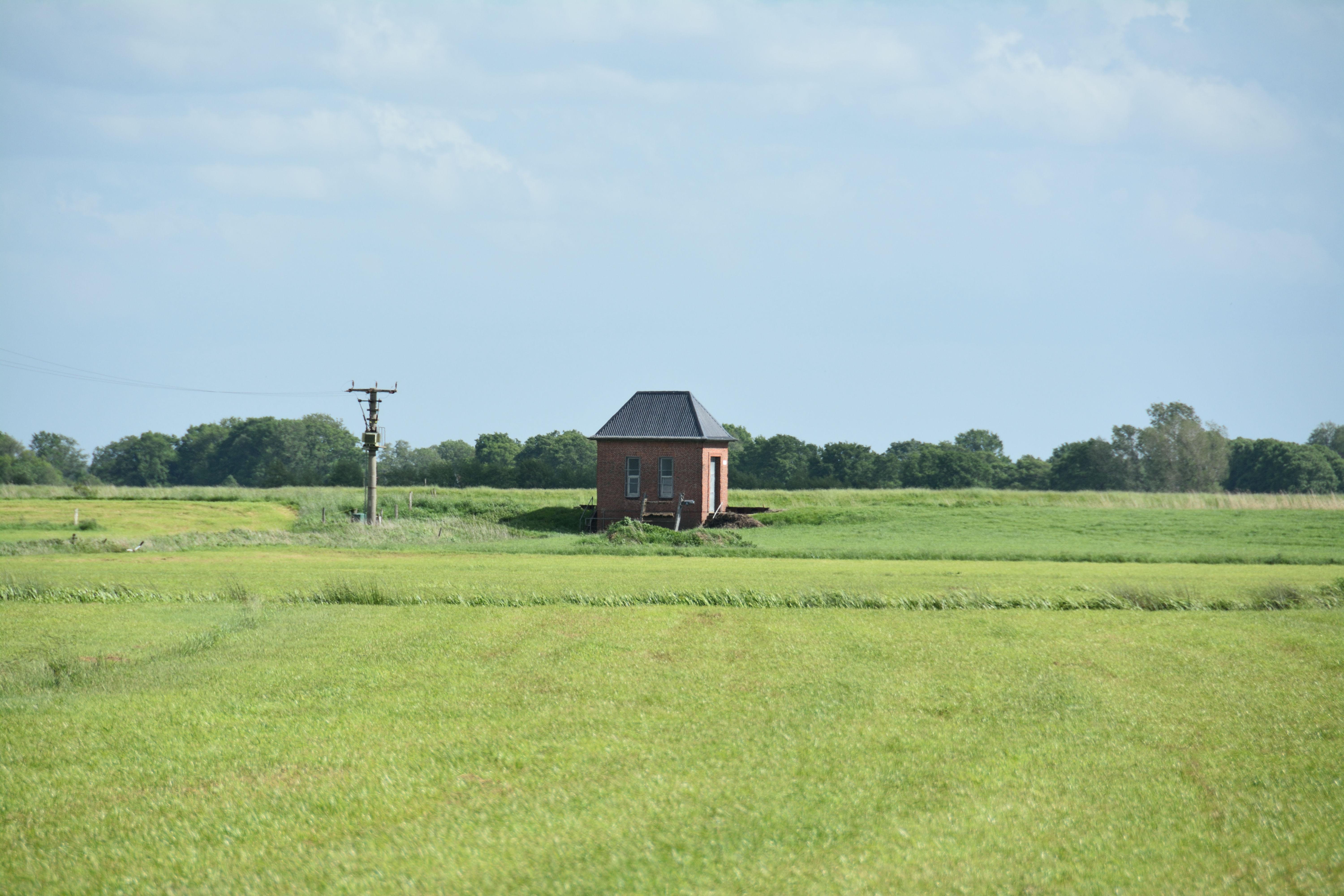
Schöpfwerk Lohbarbek